# Heidi Schmid
Adelheid Schmid, detta Heidi (Klagenfurt, 5 dicembre 1938), è un'ex schermitrice tedesca, vincitrice di una medaglia d'oro e di una di bronzo nella scherma ai giochi olimpici.